# Astyochia dentilinea
Astyochia dentilinea är en fjärilsart som beskrevs av Paul Dognin 1921. Astyochia dentilinea ingår i släktet Astyochia och familjen mätare. Inga underarter finns listade i Catalogue of Life.